# Beursplein (Brussel)
Het Beursplein (Frans: Place de la Bourse) is een plein in Brussel, aangelegd in combinatie met de overwelving van de Zenne en de aanleg van centrale lanen. Aan het plein bevindt zich de Beurs van Brussel.
Sinds de eeuwwisseling is het plein een van de meest neuralgische punten van de stad. In 1957 draaiden er bijvoorbeeld niet minder dan 32 tramlijnen rond het Beursgebouw en ook vandaag nog defileren zowat alle belangrijke betogingen over dit plein. Zo was het bijvoorbeeld t/m 2015 jarenlang het begin- en eindpunt van The Belgian Pride.
Het Beursplein is sinds 18 juli 2015, samen met de Anspachlaan, volledig autovrij gemaakt op initiatief van het toenmalige Brusselse stadsbestuur onder wie Els Ampe, schepen van Mobiliteit.
Na de aanslagen in Brussel op 22 maart 2016 werd het plein gebruikt als herdenkingsplaats.